# ウィリアム・スタッフォード＝ハワード (第3代スタッフォード伯爵)
第3代スタッフォード伯爵ウィリアム・マシアス・スタッフォード＝ハワード（英語: William Matthias Stafford-Howard, 3rd Earl of Stafford、1719年2月24日 – 1751年2月28日）は、イングランド貴族。1734年までハワード卿の儀礼称号を使用した。

## 生涯
第2代スタッフォード伯爵ウィリアム・スタッフォード＝ハワードとアン・ホルマン（Anne Holman、1695年10月21日 – 1725年5月21日、ジョージ・ホルマンの娘）の息子として、1719年2月24日に生まれた。
1734年1月に父が死去すると、スタッフォード伯爵の爵位を継承した。
1743年7月、ヘンリエッタ・カンティロン（Henrietta Cantillon、1761年8月30日没、リチャード・カンティロンの娘）と結婚した。
1751年2月28日、ジャーミン・ストリートで死去、アランデルで埋葬された。死去した時点で嫡出子がおらず、叔父ジョン・ポールが爵位を継承した。